# Valerianella muricata
Valerianella muricata är en kaprifolväxtart som först beskrevs av Christian von Steven och Friedrich August Marschall von Bieberstein, och fick sitt nu gällande namn av Jane Wells Loudon. Enligt Catalogue of Life ingår Valerianella muricata i släktet klynnen och familjen kaprifolväxter, men enligt Dyntaxa är tillhörigheten istället släktet klynnen och familjen kaprifolväxter. Arten förekommer tillfälligt i Sverige, men reproducerar sig inte. Inga underarter finns listade i Catalogue of Life.